# 13mm kulomet typ 2
13mm kulomet typ 2 byl japonský letecký kulomet užívaný jako výzbroj letadel námořního letectva během druhé světové války. Jeho konstrukce byla založena na německém kulometu MG 131, vzhledem k předpokládanému nasazení převážně v tropickém prostředí s vyšší vlhkostí vzduchu však vycházel z jeho méně rozšířené varianty pro náboje s perkusní zápalkou, na rozdíl od varianty Luftwaffe užívající elektrickou iniciaci výstřelu. Typ byl užíván pouze jako pohyblivě lafetovaný, pravděpodobně kvůli výrobním problémům s kvalitou vratné pružiny, které znesnadňovaly jeho synchronizaci.

## Použití
- Aiči B7A
- Aiči E16A
- Micubiši G4M2Ac Model 24 Hei
- Nakadžima B6N
- Jokosuka P1Y